# يوليوس إتش. باغيت
يوليوس إتش. باغيت هو محامي وسياسي أمريكي، ولد في 14 فبراير 1925 في فلورنس في الولايات المتحدة، وتوفي في 18 سبتمبر 2019. نشط حزبياً في الحزب الديمقراطي. وقد انتخب عضو مجلس نواب كارولاينا الجنوبية ‏.